# 瓦雷泽圣山
瓦雷泽圣山（義大利語：Sacro Monte di Varese）是世界遗产皮埃蒙特和倫巴第的聖山的九座圣山之一，位于瓦雷泽省，海拔807米。
瓦雷泽圣山位于距离城市几公里处的圣玛丽亚德尔蒙特区（Santa Maria del Monte），坐落在“Campo dei Fiori”公园（字面意思是“花之田野”）。它包括圣道和朝圣所，以及朝圣所周围的中世纪小村庄。圣道和14座小堂，从小村庄圣玛丽亚德尔蒙特（Santa Maria del Monte），一直通往山上的山上圣母朝圣所（Santuario di Santa Maria del Monte，第15小堂，建于1472年）。登山的鹅卵石小路全长2公里，每个小堂代表玫瑰经的欢乐、痛苦和荣福奥迹中的一种。在山顶还有修道院（Monache Romite Ambrosiane）、博物馆（Museo Baroffio e del Santuario）、Casa Museo Lodovico Pogliaghi, 耶稣降生场景，以及各种餐厅、酒吧、比萨店、三间酒店和住宿加早餐旅馆。
登山索道最近修复，在一年中的大部分时间的周六和周日，从第一小堂前往山顶。
2021年5月14日，将2002年业余天文学家发现的一颗小行星以瓦雷泽圣山命名，编号113671。

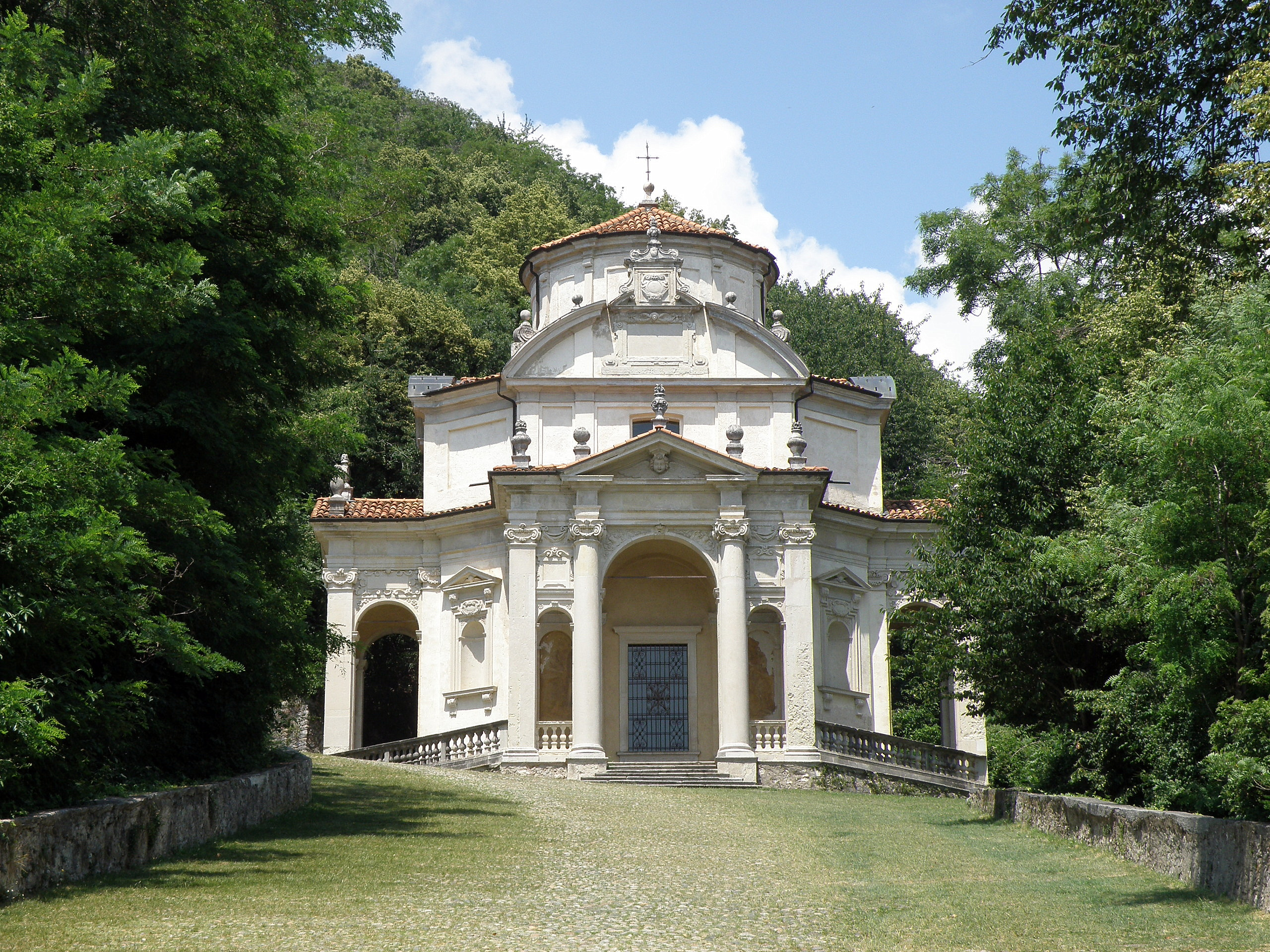
The 5th chapel

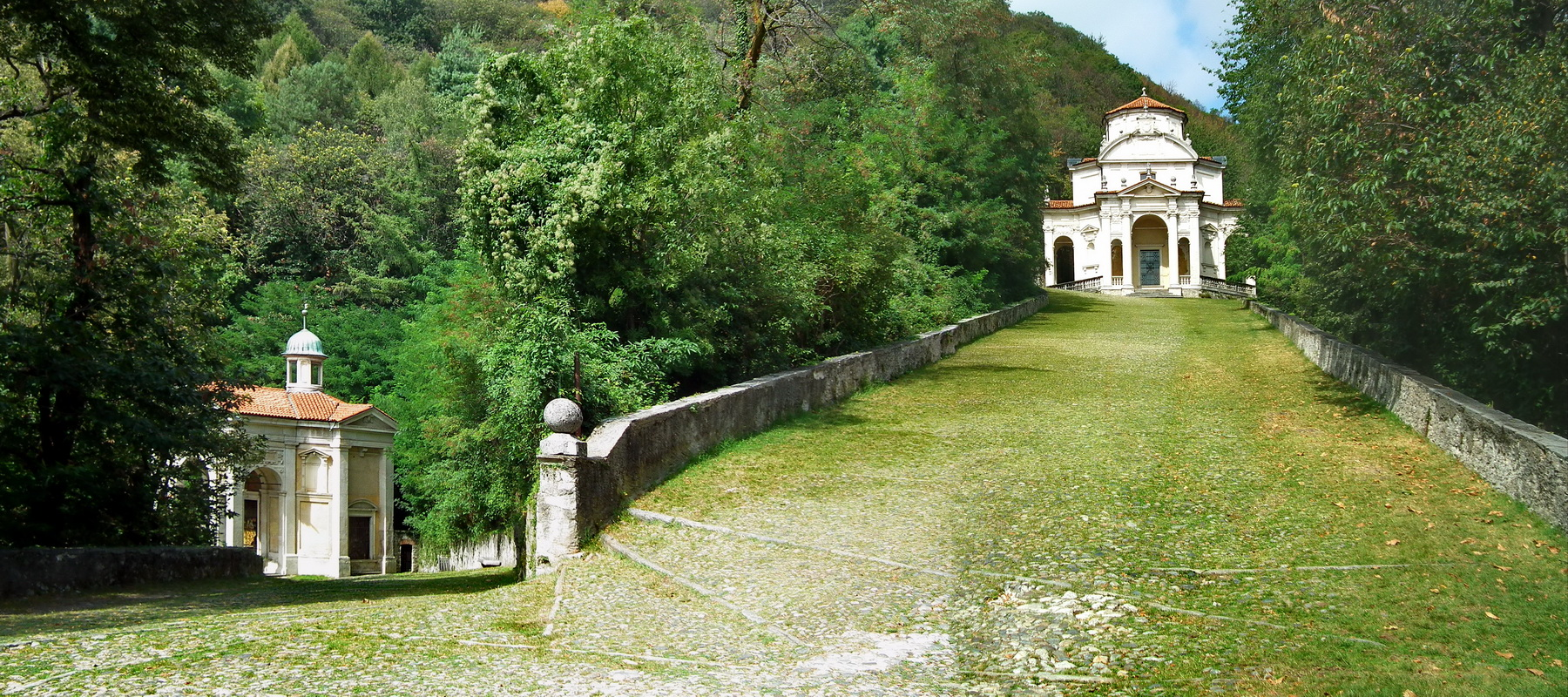
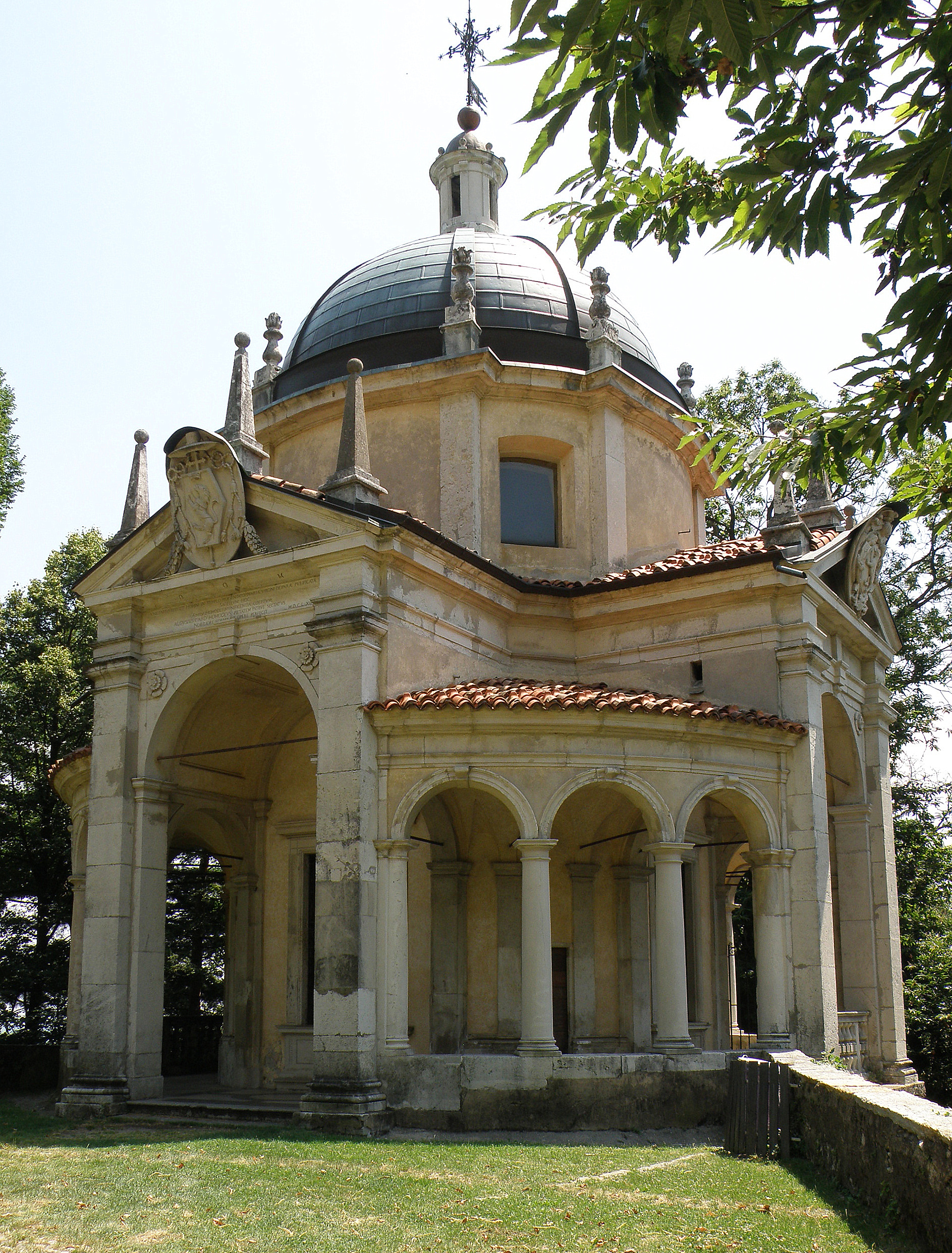
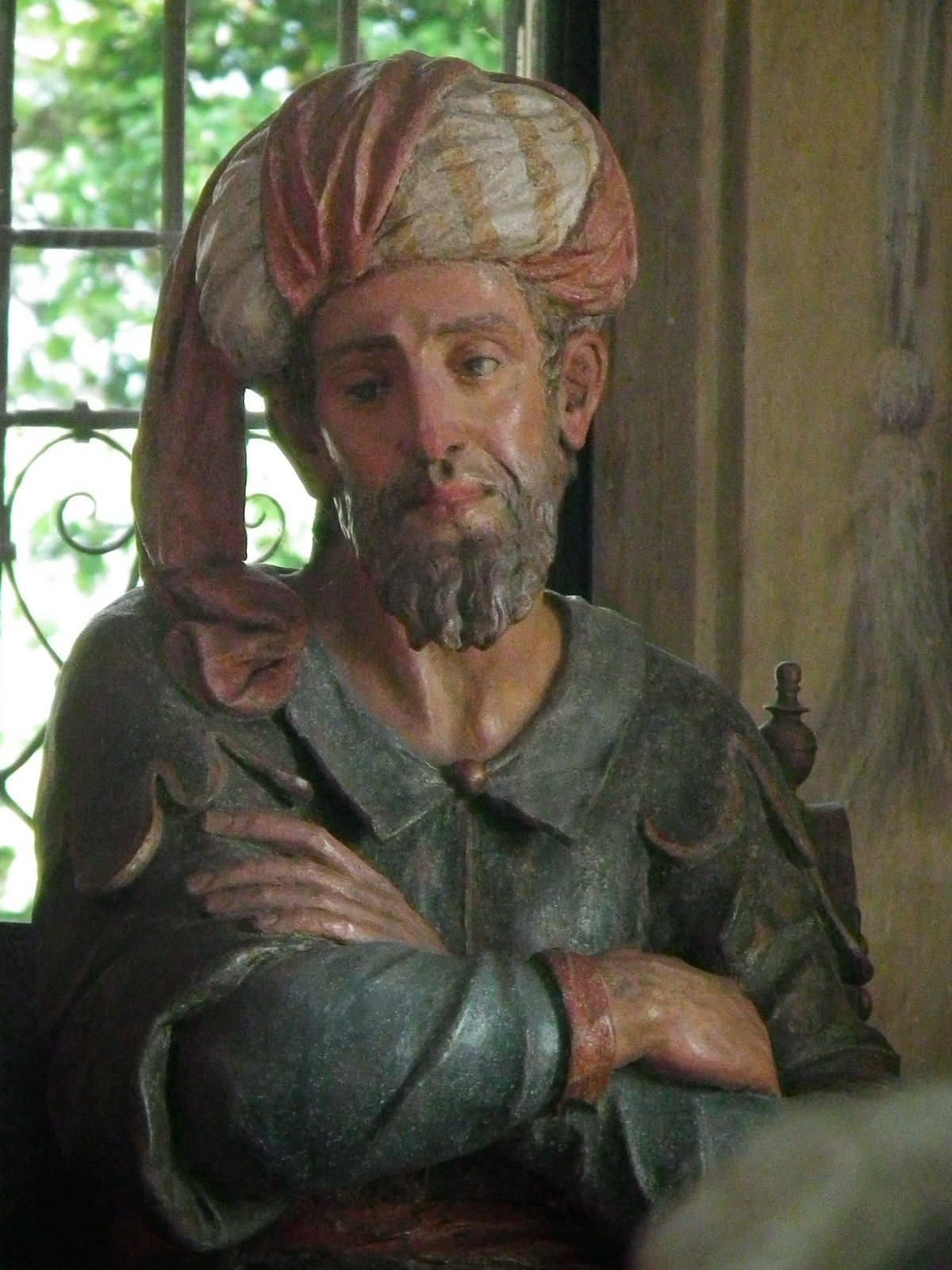